# Martinikaanse Progressieve Partij
De Martinikaanse Progressieve Partij PPM, Frans: Parti Progressiste Martiniquais, is een politieke partij op  Martinique. 
De Martinikaanse Progressieve Partij werd op 22 maart 1958 door de in 1956 uit de Communistische Partij van Frankrijk getreden dichter Aimé Césaire (1913-2008) opgericht. De PPM is een nationalistische, antikolonialistische en socialistische partij.
De PPM streefde in het beginstadium naar autonomie voor Martinique binnen de Union française. Het kreeg het in 1979 en sindsdien is de PPM voorstander van behoud van zelfbestuur binnen de Union Française. De Mouvement Indépendantiste Martiniquais, die 1978 werd opgericht streefde wel naar onafhankelijkheid, maar vindt dat doel tegenwoordig minder belangrijk. 
Tijdens het XVIIe Partijcongres van de PPM in oktober 2005 traden partijveteranen als Césaire en Pierre Aliker uit het bestuur van de PPM om plaats te maken voor een jongere generatie partijbestuurders. Enkele partijleden onder Claude Lise traden in 2006 uit de PPM en richtten een nieuwe linkse partij op, de Rassemblement Démocratique Martiniquais.
De secretaris-generaal van de Martinikaanse Progressieve Partij, Camille Darsières, overleed in 2006. Hij had deze post sinds 1970 bekleed. Thans is Serge Letchimy, vice-burgemeester van Fort-de-France en parlementslid, voorzitter van de PPM. Didier Laguerre is secretaris-generaal.
Letchimy is sinds 2007 lid van de Franse Assemblée nationale, maar is voor de PPM de enige afgevaardigde. Hij maakt deel uit van de kamergroep Socialiste, écologiste et républicain.

## Jeugdafdeling
De jeugdafdeling van de PPM heet Jeunes Progressistes.

## Websites
- (fr)  officiële website[dode link]. gearchiveerd